# Пуэнте-ла-Рейна
Пуэ́нте-ла-Ре́йна (исп. Puente la Reina, «Мост королевы», баск. Gares) — город и муниципалитет в Испании, входит в провинцию Наварра. Муниципалитет находится в составе района (комарки) Пуэнте-ла-Рейна. Занимает площадь 39,7 км². Население — 2867 человек (на 2010 год).

## Название

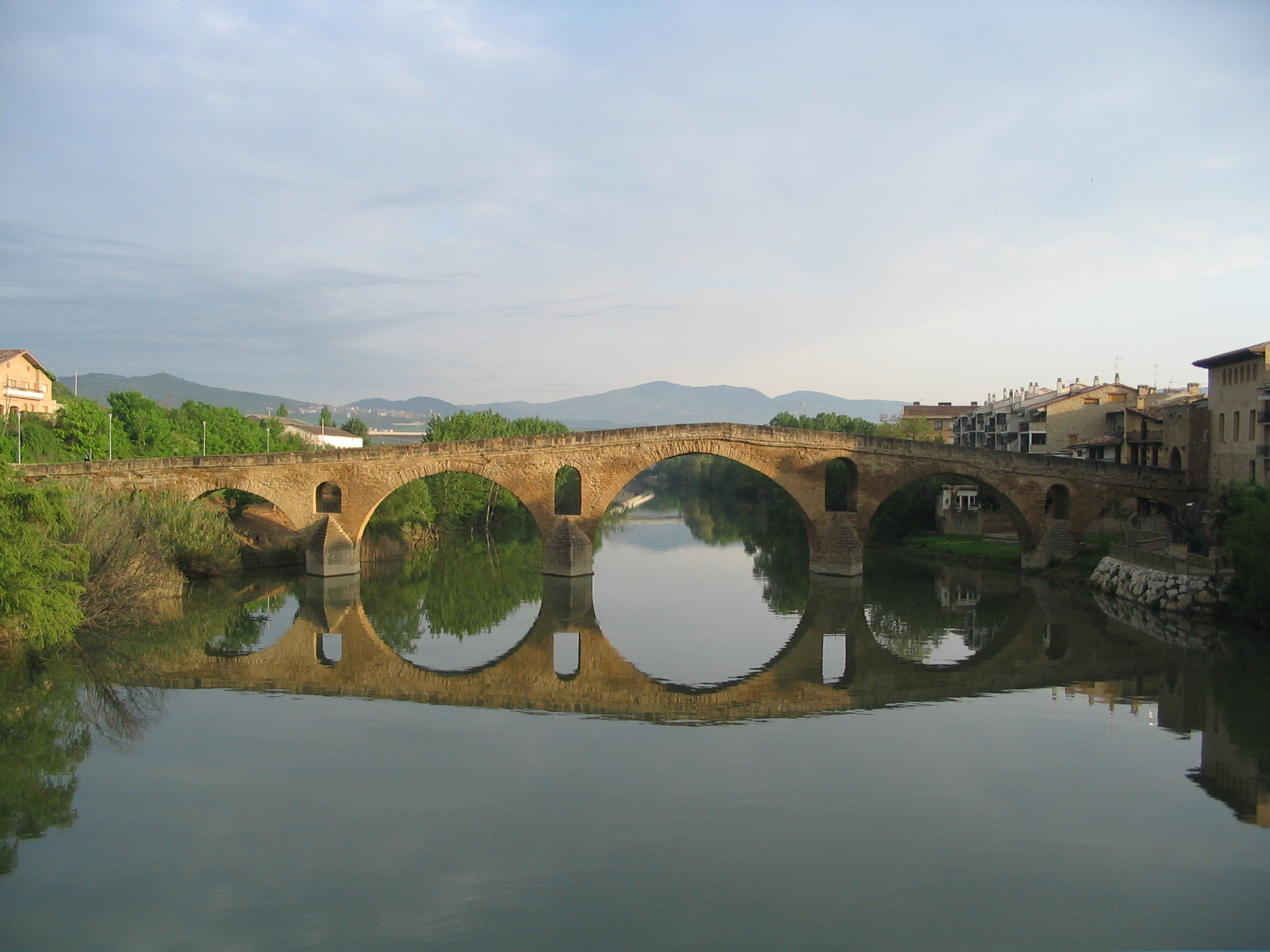
«Мост королевы» в Пуэнте-ла-Рейна.

Название города происходит от арочного моста в романском стиле, построенного в XI веке через реку Арга, где сходятся два основных маршрута пути Иакова — арагонский и наваррский. По двум версиям постройку моста приписывают либо королеве Мунии Майор Кастильской, супруге короля Наварры Санчо III, либо королеве Эстефании, супруге короля Гарсии III.

## История
В Пуэнте-ла-Рейне есть несколько археологических памятников, которые предполагают раннее заселение территории Вальдисарбе человеком. Совсем рядом, в Мендигоррии, руины Анделоса, римского города.
В конце XI века, на фоне борьбы между королевством Памплона и Кастилией, а также политики переселения людей с севера против общего мусульманского врага, король Арагона Альфонсо I Воитель разрешил франкам поселиться на берегах реки Арга на месте древней баскской деревни. В 1122 году король пожаловал фуэрос жителям Эстельи. Рост популярности Пути Святого Иакова, чему способствовало строительство романского моста через Муниадону, способствовал расцвету торговли. Позже Пуэнте-ла-Рейну был присвоен титул города и несколько раз проводились суды.
Документально подтверждено присутствие в Пуэнте-ла-Рейне тамплиеров, которым Альфонсо Воитель оставил в наследство все свои владения. Поскольку это завещание не было принято, Наварра отделилась от Арагона, назвав королем Гарсиа Рамиреса Памплонского, Восстановителя.

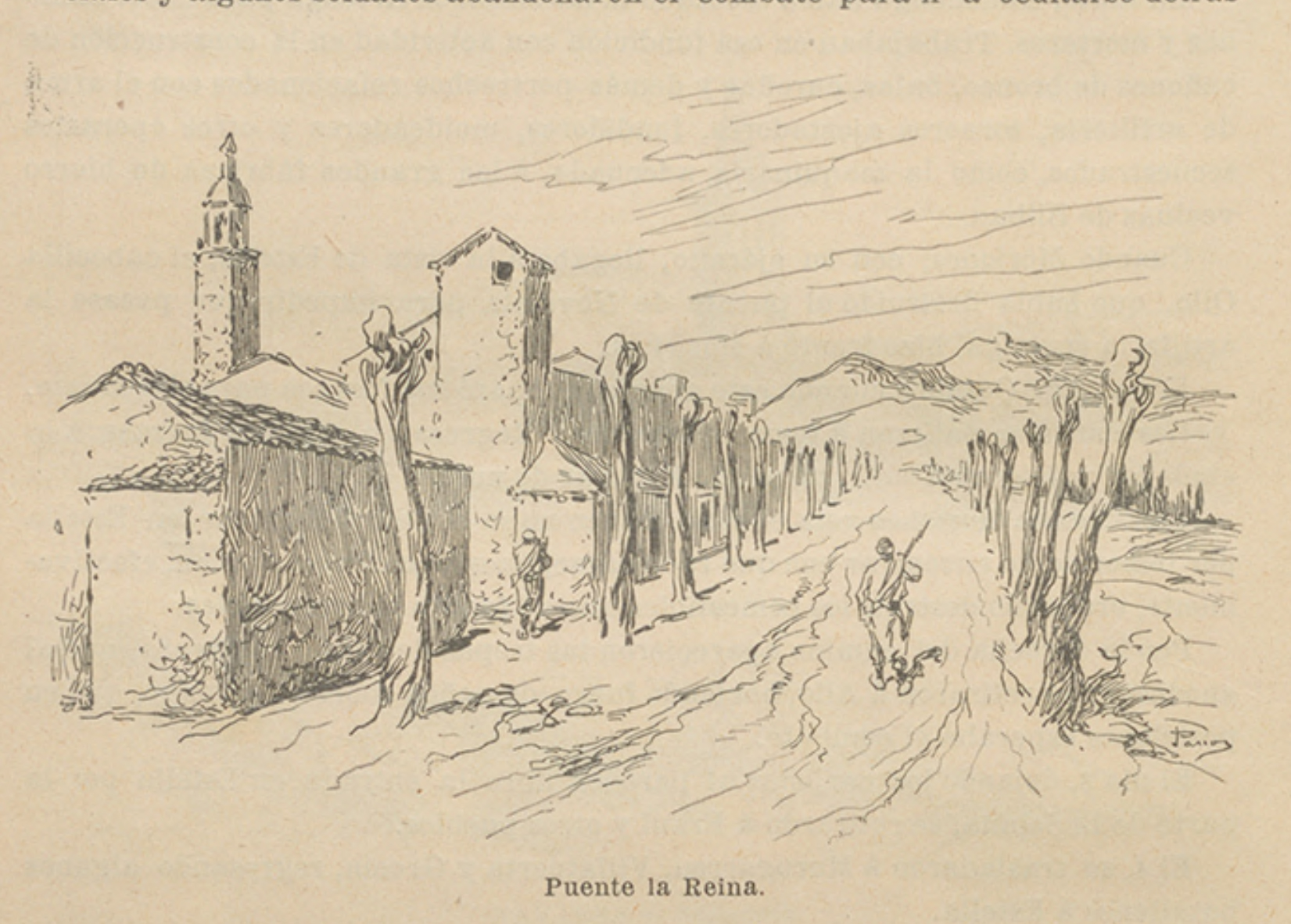
Пуэнте ла Рейна в XIX веке.

В XIX веке и его окрестности не раз становились местом сражений. Так было во время Пиренейских войн, а также во время Роялистской войны. Во время карлистских войн население Пуэнте-ла-Рейна оставалось верным Дону Карлосу и в окрестностях города происходили вооружённые столкновения, такие как «действие в Пуэнте-ла-Рейна» между христианскими генералами-кристинос Миной и Фернандесом де Кордова против генерала-карлиста Морено. Во время Третьей карлистской войны в районе города произошли столкновения между генералом-либералом Морионесом и карлистом Олло. В 1874 году сам Дон Карлос Младший разместил свою штаб-квартиру во Дворце дель Патримониал, пока не покинул город, чтобы защищать Эстелью. Ещё в середине XX века в районе монастыря Санкти-Спиритус было обычным явлением находить остатки боеприпасов.

## Население
| Год  | Численность | Численность   |
| ---- | ----------- | ------------- |
| 2001 | 2345        | [ 2 ]         |
| 2002 | 2463        | [ 3 ]         |
| 2003 | 2520        |               |
| 2004 | 2546        | [ 4 ]         |
| 2005 | 2611        | [ 5 ]         |
| 2006 | 2630        | [ 6 ]         |
| 2007 | 2663        | [ 7 ]         |
| 2008 | 2777        | [ 8 ]         |
| 2009 | 2841        | [ 9 ]         |
| 2010 | 2867        | [ 10 ]        |
| 2011 | 2877        | [ 11 ]        |
| 2012 | 2835        | [ 12 ]        |
| 2013 | 2787        | [ 13 ]        |
| 2014 | 2812        | [ 14 ]        |
| 2015 | 2818        | [ 15 ]        |
| 2016 | 2807        | [ 16 ]        |
| 2017 | 2805        | [ 17 ]        |
| 2018 | 2843        | [ 18 ] [ 19 ] |
| 2019 | 2840        | [ 20 ]        |
| 2020 | 2889        | [ 21 ]        |
| 2021 | 2920        | [ 22 ]        |
| 2022 | 2905        | [ 23 ]        |
| 2023 | 2944        | [ 24 ]        |
| 2024 | 2930        | [ 1 ]         |